# 勾漏方言
勾漏方言（Goulou Yue, Caulau）是一種粵語方言，即粵語勾漏片，或稱勾漏粵語。主要分佈在廣西東南部的玉林、貴港、梧州、賀州及廣東西北部的肇慶、雲浮、清遠等地區，在兩廣粵語中使用人口較多且分佈地域較大的一種方言。
有不少意見認為，勾漏粵語與桂南平話應屬同一類方言。

## 分佈地區
主要分佈在兩廣的中部地區。
廣西部分主要分佈在東南部的玉林、貴港、梧州（除市區外）、賀州等地區。
廣東部分主要分佈在西北部的四會、羅定、封開、德慶、廣寧、懷集、鬱南、陽山、連縣、連山等縣市。

## 代表方言
主要代表方言有玉林話、蒙山話、藤縣話、岑溪話、貴港話、羅定話、廣寧話等。

## 分片歷史
最早提出粵語勾漏片概念的是1985年楊煥典、梁振仕、李譜英、劉村漢的《廣西的漢語方言（稿）》，該文把廣西的粵語分為廣府、邕潯、勾漏和欽廉四片，其後在1987年熊正輝的《廣東方言的分區》中，也把廣東的粵語分為了廣府、四邑、高陽、勾漏、吳化五片，這兩種劃分方式成為了1987年出版的《中國語言地圖集》的劃分基礎，同時在1988年詹伯慧的《廣東粵語分區芻議》也延續了這個劃分方式。
在2008年出版的《中國語言地圖集》中，伍巍沿用了熊正輝版的粵語分片標準，按照古全濁聲母清化後今讀塞音或塞擦音者送氣、不送氣的情況分出勾漏片。他總結出勾漏片粵語主要有四項語音特點：
1. 古全濁聲母不分平仄聲調，今一律讀不送氣清音。（注意這一點有誤：連山、陽山仍讀濁音，[5]，另玉林話中中古全清、全浊与今濁內爆音、不送氣清音分配无明显规律）
2. 部分點精、清母作舌尖中塞音，心母作邊擦音[ɬ]或齒間擦音[θ]。
3. 無舌尖元音韻母，止攝開口齒音各組字韻母多數方言合為一類。
4. 部分方言點幫、端母分別為內爆音[ ɓ -、 ɗ -]，在部分點中，來自端母的[ɗ ]與來自精母的[t]還形成對立。

分佈於廣東四會、羅定、封開、德慶、廣寧、懷集、郁南、陽山、連縣、連山等縣市的勾漏片粵語，在李新魁1994年出版的《廣東的方言》中被單獨劃為「羅廣片」。但此書並未提出劃分依據，其後學者也大都不作區分，主流劃分中仍屬於勾漏片。

## 語音特點[7]
1. 有全濁塞音[b]和[d]。 [b]來源於古幫母，[d]來源於古端母，古並定二母今讀清音。這兩個音存在於玉林、北流、容縣、岑溪、藤縣、蒼梧等縣(北流、蒼梧縣城除外)，蒙山南部也有。（注意這一點有誤：連山、陽山仍讀濁音，[5]，另玉林話中中古全清、全浊与今濁內爆音、不送氣清音分配无明显规律，如“白”、“平”、“旁”讀作[ɓ]“巴”、“丙”、“本”讀作[p]并不符合“並定清幫端濁”的規律）
2. 精清與端透合流。這是勾漏片粵語的普遍特點，玉林和北流的從邪二母還合併於定母。
3. 心母讀成[ ɬ ]或[θ]。這個特點的分佈也是不平衡的，從少往多說，有三種情況：玉林、北流、平南、桂平、貴縣，主要是心母讀[ ɬ ]；昭平、藤縣、容縣、岑溪、蒼梧，從心邪三母讀[ ɬ ]或[θ]；岑溪縣有相當部分人還把從心邪三母讀成[f]；蒙山縣除清母讀t ʻ 外，精從心邪四母都讀[θ]，例外極少。
4. 古全濁聲母今讀塞音、塞擦音時，就本區廣大農村地區說，不論平聲仄聲都讀不送氣聲母。
5. 本片有的地方聲調多至十類。